# Pommersches Krämerdütchen
Unter dem Titel Pommersches Krämerdütchen erschien im Jahre 1775 eine Zeitschrift in Stralsund.

## Erscheinen
Die Zeitschrift erschien vom 5. Januar bis zum 28. September 1775 wöchentlich donnerstags in Stralsund im damaligen Schwedisch-Pommern. Die Hefte umfassten je 16 Seiten im Kleinoktavformat. 
Verleger der Zeitschrift war der in Stralsund ansässige Buchdrucker Christian Lorenz Struck (1741–1791). Der für den Inhalt verantwortliche Redakteur blieb damals anonym. Gemäß späterer Forschung hat es sich um Theophilus Coelestinus Piper gehandelt, damals Rektor der Greifswalder Stadtschule und später Theologieprofessor an der Universität Greifswald. Ferner war gemäß späterer Forschung Johann Carl Dähnert beteiligt, Professor an der Universität Greifswald und Leiter der Universitätsbibliothek. 
Die Einstellung der Zeitschrift nach nur drei Quartalen dürfte die Folge geringer Abonnentenzahlen und mangelnder Rentabilität gewesen sein. Die Zeitschrift hatte somit nicht mehr Erfolg als die beiden weiteren Zeitschriftenprojekte desselben Verlagshauses. Bereits vom 2. April 1763 bis zum 23. März 1765 waren in Stralsund Versuche zu nützen und zu gefallen erschienen, später folgte vom 1. Januar bis 24. Juni 1780 das Stralsundsche Wochenblatt.

## Name
Der Name Pommersches Krämerdütchen war humoristisch gemeint. Er spielte darauf an, dass Einzelhändler („Krämer“) Zeitungspapier dazu nutzten, um daraus kleine Papiertüten („Dütchen“) für ihre Kundschaft herzustellen. 

## Inhalt
Die Zeitschrift war als so genannte moralische Wochenschrift angelegt. Sie brachte moralische und kritische Betrachtungen sowie belehrende und erzieherische Beiträge. Zu der bunten Mischung gehörten auch Gedichte, fingierte humoristische Anzeigen sowie Beiträge zur Geschichte Stralsunds und zur Geschichte Pommerns. 
Friedrich Nicolai, ein Hauptvertreter der Berliner Aufklärung, schrieb in seiner Allgemeinen deutschen Bibliothek eine vernichtende Kritik über das Pommersche Krämerdütchen. Er bezeichnete es als „eine Broschüre, die ohne Fleiß, Sorgfalt, fast möchte man sagen, ohne Absicht und ohne Gedanken geschrieben ist.“